# Атлетика
Атлетика је једна од темељних и најраширенијих спортских грана, коју карактерише основни људски покрет и понашање, а која обухвата: тркачке, бацачке и скакачке дисциплине. Због своје свеобухватности назива се, и истински јесте, краљица спортова. Атлетским вежбама стиче се физичка снага, издржљивост, брзина и окретност а учвршћују се својства воље као што су храброст, одлучност и упорност. Дисциплине атлетике одликују се моторичким кретањима која се успешно могу примењивати у току образовног процеса или кроз друге облике вежбања, помоћу којих се значајно утиче на подизање опште психофизичке способности појединца. Атлетика је полазиште и темељ за све остале спортове. Од 1896. године укључена је у редовни програм Олимпијских игара.
Она представља основни и најзначајнији садржај сваких Олимпијских игара. Међународна атлетска федерација (ИААФ) основана је 1912. године у Стокхолму и данас има 212 држава - чланица. Од 1983. одржава се прво на четири а сада на две године светско првенство за сениоре и сениорке, од 1986. године за јуниоре и јуниорке а од 1999. године и за кадете и кадеткиње. Од 1930. сваке четврте године одржава се првенство Европе за сениоре и сениорке, а од 1929. године и Балканске игре. Атлетика је најразвијенија у САД, а одмах за њом су Русија, Немачка, Куба, Кенија и Јамајка.
Резултати тркачких догађаја се одлучују завршном позицијом (или временом, ако се мери), док се победе у скоковима и бацању постижу највишим или најдаљим мерењем из серије покушаја. Једноставност такмичења и недостатак потребе за скупом опремом чини атлетику једним од најчешћих такмичарских спортова на свету. Атлетика је углавном индивидуални спорт, са изузетком штафетних трка и такмичења која комбинују перформансе спортиста у екипни резултат, као што је крос-кантри.
Организована атлетика датира још из времена древних Олимпијских игара из 776. п. н. е. Правила и формат модерних догађаја у атлетици су дефинисана у Западној Европи и Северној Америци у 19. и раном 20. веку, и затим су се проширила у друге делове света. Већину модерних такмичења највишег нивоа спроводи Међународна асоцијација атлетских федерација и њене чланице федерације.
Атлетска такмичења су окосница Летњих олимпијских игара. Најзначајније међународно атлетско такмичење је Светско првенство у атлетици на отвореном, који обухвата надметања на стазама и пољу, трчање маратона и такмичарско ходање. Друга атлетска такмичења истог нивоа су Светско првенство у кросу и Светско првенство у полумаратону. Спортисти са физичким инвалидитетом такмиче се на Летњој параолимпијади и Атлетском светском шампионату.
Реч атлетика је изведена од античке грчке речи ἀθλητής (athlētēs, „борац у јавним играма“) од ἆθλον (athlon, „награда“) или αθλος (athlos, „надметање“). У почетку је термин коришћен за уопштено описивање атлетских такмичења - тј. спортско надметање засновано првенствено на људским физичким подухватима. У 19. веку појам атлетика је добио ужу дефиницију у Европи и почео је да описује спортове који укључују такмичарско трчање, ходање, скакање и бацање. Ова дефиниција је и даље најпроминентнија у Великој Британији и већини подручја бивше Британске империје. Штавише, сличне речи на многим германским и романским језицима које се односе на термин атлетика такође имају слично значење.
У већем делу Северне Америке, атлетика је синонимна са спортовима уопште, што одражава у већој мори историјску употребу термина. Реч атлетика се ретко користи у смислу спорта атлетике у овом региону. Термин стаза и поље (енгл. Track and field) преферентно се користи у Сједињеним Државама и Канади за већину атлетских догађаја, укључујући такмичарско ходање и трчање маратона (мада се крос кантри трчање обично сматра засебним спортом).

## Историја атлетике
Атлетика је један од најстаријих облика спортских такмичења, још од времена оригиналних Олимпијских игара из времена старе Грчке па до модерних Олимпијских игара данашњих дана. Како се ради о основним дисциплинама трчања, скокова и бацања традиција таквих такмичења је стара колико и традиција спорта, те је историја атлетике и историја спорта уопште.

### Антика
Атлетска такмичења у трчању, ходању, скакању и бацању су међу најстаријим од свих спортова и њихови корени су преисторијски. Атлетски догађаји су приказани у древним египатским гробницама у Сакари, са илустрацијама трчања у Хеб Сед фестивалу и скакање у вис се јавља у гробницама од још пре 2250. п. н. е. Тајлтеанске игре су биле древни келтски фестивал у Ирској. Оне су основане око 1800. п. н. е., и тридесетодневно окупљање је обухватало трчање и бацање камена између осталих спортских догађаја. Оригинални и једини догађај у првим Олимпијским играма 776. п. н. е. је било трчање на растојању дужине једног стадиона, познато као стадион. Игре су касније проширене да обухвате такмичења у бацању и скакању у оквиру античког петобоја. Атлетска такмичења су се такође одвијала при другим Панхеленским играма, које су биле основане касније око 500. п. н. е.

### Модерна ера
Котсволдове олимпијске игре, спортски фестивал који се појавио у 18. веку у Енглеској, садржао је атлетику у виду надметања у бацању маља. На годишњој бази од 1796 до 1798, L'Olympiade de la République је одржавана у револуционарној Француској, и сматра се првим претечом модерних летњих Олимпијских игара. Премијерни догађај тог такмичења је било такмичење у трчању, мада су одржавана и такмичења у разним другим древним грчким дисциплинама. Године 1796, Олимпијада је означила увођење метричког система у спорт.
Атлетска такмичења су одржавана око 1812. године у Краљевском војном колеџу, Сандхерст, и 1840. године у Шрузберију у Шропширу у краљевској школи Шрузберија. Краљевска војна академија у Вулвичу је одржала организовано такмичење 1849. године, и регуларну серију затворених такмичења отворених само за студенте је одржавао Ексетер колеџ, Оксфорд од 1850. Годишње Венлокове олимпијске игре, су први пут одржане 1850. у Венлоку у Енглеској, и обухватале су атлетска надметања у свом спортском програму.
Прва модерна атлетска надметања у затвореном простору били су забележена убрзо након 1860-их, укључујући и сусрет у дворани Ашбернам у Лондону, којим су била обухваћена четири тркачка надметања и такмичење у троструком скоку.
Аматерска атлетска асоцијација (ААА) је основана у Енглеској 1880. године као прво национално тело за атлетски спорт и почела је да одржава своја годишња атлетска такмичења – AAA шампионате. Сједињене Америчке Државе су такође почеле да одржавају годишња национална такмичења – САД шампионат на стази и пољу на отвореном – први је одржан 1876. посредством Њујоршког атлетског клуба. Атлетика је постала кодификована и стандардизована преко енглеске ААА и других општих спортских организација крајем 19. века, као што је Аматерска атлетска унија (основана у САД 1888. године) и Савез француских атлетских спортских друштава (основан у Француској 1889. године).
Атлетско такмичење је било укључено у првим модерним Олимпијским играма 1896. и од тада је било једно од најважнијих такмичења у овом вишеспортском догађају које се одвија сваке четири године. Првобитно су учествовали само мушкарци, а на Олимпијским играма 1928. уведена су женска такмичења у атлетски програм. Атлетика је део Параолимпијских игара од инаугуралних игара 1960. Атлетика има веома висок профил током великих првенстава, посебно на Олимпијади, мада је иначе мање популарна.
Међународно управно тело, Међународна аматерска атлетска федерација (ИААФ), основана је 1912. године. Она је усвојила своје данашње име 2001. године. ИААФ је 1983. године установила засебно Светско првенство у атлетици на отвореном. У модерном доба, спортисти могу да добију новац за учешће у тркама, чиме је окончан такозвани „аматеризам“ који је постојао раније.
Међународни спортски комитет за глуве је формиран 1922, ради управљања међународним догађајима глувих спортиста, укључујући и атлетичаре.
Прво организовано међународно такмичење за спортисте са физичким инвалидитетом (осим глувоће) почело је 1952. године, када су прве међународне Стоук Мандервил игре организоване за ветеране Другог светског рата. Овим су једино били обухваћени атлетичари у инвалидским колицима. Одатле је проистекла инспирација за Параолимпијске игре, које су одржане 1960. године. Такмичења су временом проширена тако да укључују углавном спортисте са ампутацијама, церебралном парализом и оштећењем вида, поред такмичења у инвалидским колицима.

## Атлетска борилишта
Атлетика је започела као спорт на отвореном, те су се такмичења одвијала у складу с временским условима. Данас је уобичајено да се атлетичари током зимског периода припремају и такмиче и у затвореним просторима - атлетским дворанама.

### Атлетика на отвореном
Стандардно борилиште за атлетска такмичења је атлетски стадион. Често интегрисан с фудбалским стадионом, ово се борилиште састоји од типично 8 кружних елиптичних стаза, од којих је дужина унутрашње стазе, која се означава као стаза 1 400 метара. На обе дуже стране налази се раван део од 100 m. Стазе су означене цртама које одвајају стазе 1 до 8. Уз саму стазу типично се налазе и залетиште и доскочиште за скок у даљ, скок у вис и скок с мотком, базен с препоном за трку на 3.000 m с препонама, те бацалишта кугле, копља и кладива. Атлетски стадион је опремљен и бројном помоћном опремом која се користи зависно од дисциплине: препонама за препонске трке, заштитне мреже за бацачке дисциплине, носачи и летвице за скок у вис и скок с мотком, итд.
Атлетски стадион је поприште свих атлетских такмичења осим маратона, за који се због дужине стазе не користи кружна стаза на стадиону, осим као почетно и завршно место трке.

### Атлетика у дворани
Атлетска дворана има готово све елементе као и атлетски стадион, осим што је због једноставности конструкције дворане најчешћа дужина кружне стазе 200 m те је борилиште битно мање него стадион на отвореном, и у дворани нема ветра. Неке дисциплине које су на отвореном стандардне због мањег се расположивог простора не изводе у дворани, ту спадају бацање кладива и копља, трка на 3.000 m препоне, маратон. Такође, неке су дисциплине прилагођене дворани, те се тако трка на 100 m у дворани најчешће смањује на 60 m, слично као и 100/110 метара препоне на 60 m, те неке дисциплине дугих пруга.

## Атлетске дисциплине
Атлетске дисциплине су бројне, које обично делимо на тркачке, бацачке, скакачке и вишебој. Иако се најчешће користи метрички систем за меру удаљености или остварене дужине/висине скока или дужине бацања, понекад се јављају и другачије мере, па је рецимо уобичајена трка на једну миљу.

### Тркачке дисциплине
- Кратке стазе или спринт: трке на деоницама до 400 метара. Уобичајене деонице су: 60 метара (једино у дворани), 100 метара, 200 метара и 400 метара.
- Средње стазе : тркачке дисциплине на удаљености од 800 до 3000 метара. Уобичајене деонице: 800 метара, 1.500 метара, 3000 метара
- Дуге стазе : тркачке дисциплине на удаљености веће од 5.000 метара. Уобичајене деонице: 5.000 м, 10.000 м и маратон
- Штафете: ове трке укључују наступ по 4 такмичара из једне екипе, који наизменично трче поједине деонице измењујући штафетну палицу. Уобичајене штафете: 4 x 100 метара, 4 x 400 метара
- Препонске трке: укључују тзв. високе препоне (60 м препоне у дворани, 100 м препоне жене, 110 м препоне мушкарци), затим тзв. ниске препоне (400 м препоне) и 3.000 м препреке (стипл).
- Брзо ходање: укључује деонице 10 км, 20 км, 50 км

### Бацачке дисциплине
- Копље
- Диск
- Кугла
- Кладиво

### Скакачке дисциплине
- Скок удаљ
- Скок увис
- Скок мотком
- Троскок

## Такмичења у атлетици
Атлетика је засигурно најраспрострањенији спорт на свету. Врсте и нивои такмичења су бројни. Према добу такмичара разликују се предшколска и школска такмичења, средњошколска и студентска, па све до такмичења ветерана у различитим категоријама. Према нивоу такмичења постоје аматерска такмичења за грађане и рекреативце, па све до професионалних такмичења. Квалитативни врхунац атлетике су Олимпијске игре, које су увек до сада у историји имале у програму неко од атлетских такмичења. Према квалитету се истичу следећа атлетска такмичења:
- Атлетика на Летњим олимпијским играма
- Светска првенства у атлетици
- Европска првенства у атлетици
- Атлетска првенства САД
- Дијамантна лига

### Вишебој
- Седмобој (жене)
- Десетобој (мушкарци)

## Спортисти са инвалидитетом
Атлетичари са физичком инвалидношћу су се такмичили у засебним међународним такмичењима од 1952. Међународни параолимпијски комитет регулише такмичења у атлетици, и домаћин је параолимпијских игара, које се одвијају од 1960.
Такмичари у такмичењима на елитном нивоу се класификују по инвалидитету, да би се надметали такмичари са сличним инвалидитетом у истом догађају. Класификовани Т12 спортиста, на пример, је атлетичар на стази са оштећењем вида.
- F = атлетичари у пољу (енгл. Field athletes)
- T = атлетичари на стази (енгл. Track athletes)
- 11–13 – оштећење вида. Такмиче се уз помоћ водича.
- 20 – Интелектуална инвалидност
- 31–38 – церебрална парализа
- 40–46 – ампутација, и друго (укључујући атлете са дварфизмом)
- 51–58 – инвалидска колица

У тркама у инвалидским колицима атлетичари се надмећу у лаганим тркачким столицама. Већина великих маратона има одсек за инвалидска колица, а елитни тркачи доследно су надмашивали тркаче на ногама. Брзина тркача у инвалидским колицима изазвала је потешкоће организаторима трка при избору адекватног времена њиховог старта у односу на обичне тркаче. Судар Џоша Касидија (тркача у инвалидским колицима) и Тики Гелане (водеће маратонке) на Лондонском маратону 2013. довео је ово питање у центар пажње.
Повремено се спортисти са инвалидитетом такмиче са регуларним спортистима. Легално слепа Марла Рунијан је трчала на Олимпијским играма 2000. и 2004. и освојила златну медаљу на 1500 метара на Панамеричким играма 1999. Оскар Писторијус, коме су ампутиране обе ноге, се такмичио на Олимпијади 2012. На Светском првенству 2011. године Писторијус се успешно пласирао до полуфиналне рунде на 400 метара и освојио сребрну медаљу као део јужноафричког 4к400 метара штафетног тима. У Мастерс атлетици је далеко уобичајеније да се омогући учешће спортиста са инвалидитетом. Слепа Ајви Гранстром поставила је бројне светске рекорде у мастерској атлетици док је била вођена на стази.